# ニコライ・イグナチェフ

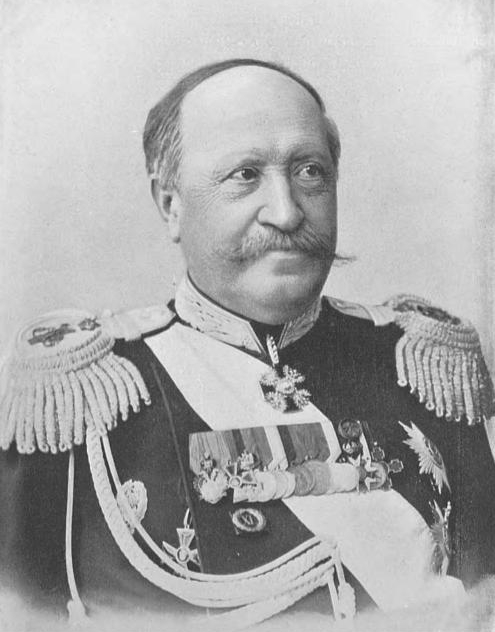
ニコライ・イグナチェフ

ニコライ・パヴロヴィッチ・イグナチェフ（Никола́й Па́влович Игна́тьев、Nikolai Pavlovich Ignatiev、1832年1月17日（グレゴリオ暦1月29日） – 1908年6月20日（グレゴリオ暦7月3日））は、ロシア帝国の政治家、外交官。

## 経歴
1832年サンクトペテルブルクに生まれる。父のパーヴェルは皇帝ニコライ1世に仕えた軍人で大佐。1825年デカブリストの乱では、ニコライ1世に忠誠を誓い皇帝の恩顧を得た。ニコライ1世の皇太子アレクサンドル・ニコラエヴィッチ大公（後の皇帝アレクサンドル2世）は洗礼でイグナチェフの教父を務めた。17歳で近衛連隊の将校に任官した。
イグナチェフの外交官としての経歴は、1856年クリミア戦争の講和のため、パリで開催された講和会議から始まった。パリ会議に駐在武官として出席したイグナチェフは活発に動き、露土両国の境界線をドナウ川下流域の周辺に設置することを主張した。1858年中央アジアのヒヴァ・ハン国、ブハラ・ハン国に派遣された。小規模の護衛をつけられただけの危険な旅であり、ヒヴァ・ハンによってロシアに対する人質として拘束される計画もあったが、ブハラ・ハンと友好条約を結び首尾良く帰国した。
次いでイグナチェフは、清国に公使として派遣され北京に赴任した。アロー戦争で英仏連合軍は北京を占領するが、1860年イグナチェフの調停の下に北京条約が締結された。同条約によって調停者であるロシアに対しても沿海州が割譲されることとなった。
極東で外交上の得点を上げたイグナチェフは、1864年オスマン帝国へ公使として赴任する。トルコでの主たる狙いは、バルカン諸民族をオスマン帝国の支配下から脱し、ロシアの勢力圏とすることであった。オスマン帝国でイグナチェフは、当時の大宰相マフムート・ネディム・パシャに取り入り、オスマン政府に比較的親露的な政策をとらせることに成功したが、一方ではオスマン帝国を牛耳る陰の皇帝「スルタン・イグナチェフ」だという批判を受ける結果にもなった。
1877年、露土戦争が勃発すると、ロシアの勝利で戦争は終わり翌年サン・ステファノ条約が結ばれた。同条約によって、セルビア、モンテネグロ、ルーマニアの各公国はオスマン帝国から独立し、またロシアの影響を強く受ける広大な自治領「ブルガリア公国」の成立が定められた。しかしバルカン半島におけるロシアの勢力拡大はヨーロッパ各国の反発を招き、ビスマルクの呼びかけでベルリン会議が開催された。ベルリン条約でロシアはサン・ステファノ条約で得た大ブルガリアの領土縮小、マケドニアのトルコ返還、バヤジト地方の放棄を余儀なくされた。イグナチェフは利権確保に失敗したことを理由に外務省を退官した。
1881年アレクサンドル2世が暗殺され、アレクサンドル3世が即位する。新帝即位直後に、イグナチェフは内務大臣に任命された。内相としてのイグナチェフは皇帝の意を受けて反動、国家主義的施策を実施することを期待された。1881年から1884年にかけて行われたポグロム（ユダヤ人に対する暴力行為）の嵐が吹き荒れるが、イグナチェフはポグロムを助長したとして非難された。警察もポグロムに関与し、虐殺と略奪を許容していた。1882年五月勅令 (en) が制定され、6月に内相を辞任した。アレクサンドル3世はイグナチェフがゼムスキー・ソボル（16世紀から17世紀にあった身分制議会）を復活させ、立憲政治の導入に踏み切ることを恐れたとも言われる。

## 子孫
イグナチェフの子パーヴェルはニコライ2世の下、文部大臣を務めた。ロシア革命後、一家は亡命し、パーヴェルの子ジョージ・イグナチェフはカナダの外交官、その子マイケル・イグナチェフはカナダ下院議員、カナダ自由党党首となっている。